# Malichus I.

Lage von Petra, der Hauptstadt des Königreiches von Malichus I.

Malichus I. (auch Malchos, Malichos, nabatäisch Maliku) war von etwa 59 v. Chr. bis nach 30 v. Chr. König der Nabatäer. Seine Residenz lag in Petra im heutigen Jordanien. Von ihm sind nur wenige Münzen bekannt. 47 v. Chr. unterstützte er Caesar in dessen Krieg gegen Ptolemaios XIII. Auf Befehl des Triumvirs Marcus Antonius musste er ab 36 v. Chr. der ägyptischen Königin Kleopatra Tributzahlungen leisten. Während des entscheidenden Kriegs zwischen Antonius und Octavian um die Alleinherrschaft im Römischen Reich kam es 32/31 v. Chr. zu militärischen Auseinandersetzungen zwischen Malichus und dem jüdischen König Herodes, der schließlich den Sieg erringen konnte. 30 v. Chr. wechselte Malichus auf die Seite des siegreichen Octavian, doch endete seine Herrschaft bald darauf. Neuer nabatäischer König wurde Obodas III.

## Leben
In den klassischen lateinischen und griechischen Quellen erscheint der Nabatäerkönig unter der Namensform Malchos. Auf nabatäischen Münzen und Inschriften wird er mit den Namensvarianten mlkw bzw. mnkw bezeichnet. Ob er mit den vor ihm herrschenden Nabatäerkönigen Aretas III. und Obodas II. verwandt war, ist den erhaltenen Quellen nicht zu entnehmen, aber wahrscheinlich. Aufgrund epigraphischer und numismatischer Zeugnisse steht fest, dass Malichus I. seine Regierung 60/59 v. Chr. antrat.
Aus einem nicht näher bekannten Anlass führte der römische Statthalter Syriens, Aulus Gabinius, 55 v. Chr. Krieg gegen Malichus und besiegte ihn. Dies ist zugleich die erste Erwähnung des Malichus in den literarischen Quellen. Eventuell war der Auslöser für die militärische Auseinandersetzung die Eintreibung von Tributen oder eine Vergeltung für die Unterstützung von Revolten in Judäa. Als Gaius Iulius Caesar im Herbst 48 v. Chr. während des Alexandrinischen Krieges in Bedrängnis geriet, schickte er einige Vertrauten in umliegende Provinzen, um Unterstützung zu verlangen, wobei auch Malichus um Entsendung von Kavalleristen ersucht wurde. Anfang März 47 v. Chr. (nach dem vorjulianischen Kalender, Anfang Januar 47 v. Chr. nach dem Julianischen Kalender) erschien Mithridates von Pergamon mit einem Entsatzheer, das er Caesar zuführen wollte, vor Pelusion, und der Idumäer Antipatros schloss sich ihm mit einer 3000 Mann umfassenden jüdischen Heeresabteilung an und beredete arabische und andere Fürsten zur Stellung weiterer Hilfstruppen. Auch Malichus schickte nun Caesar Verstärkungen in Form von Kamelreitern.
Als Herodes der Große 40 v. Chr. vor einem Einfall der Parther nach Syrien und Kleinasien aus seinem Reich flüchten musste, erhoffte er von Malichus wenigstens pekuniäre Unterstützung. Dieser wies Herodes aber ab, um sich nicht mit den mächtigen Parthern zu verfeinden. Wegen deren Begünstigung musste der Nabatäerkönig 39 v. Chr. eine Geldstrafe an den bei der Bekämpfung der Parther erfolgreichen römischen Feldherrn Publius Ventidius Bassus leisten.
36 v. Chr. vergrößerte der Triumvir Marcus Antonius das Reich seiner Geliebten, der ägyptischen Königin Kleopatra VII., und gab ihr dabei u. a. auch Teile des Territoriums von Herodes dem Großen und von Malichus. Letzterer musste reiche Bitumenvorkommen in einem am Südende des Toten Meers gelegenen Landstrich an Kleopatra abtreten. Der jüdische Historiker Flavius Josephus berichtet in diesem Zusammenhang, dass sowohl Herodes als auch Malichus weiterhin die Kontrolle über die an die ägyptische Königin gefallenen Gebiete ihrer Reiche behielten. Herodes leistete nämlich Kleopatra für seinen ihr nur nominell unterstellten Reichsteil, einen Distrikt um Jericho, einen jährlichen Pachtzins von 200 Talenten, pachtete ferner um dieselbe Summe auch die von Kleopatra erworbenen nabatäischen Gebiete und verpachtete letztere seinerseits an Malichus zurück. Dabei musste der jüdische König die Haftung und Garantie übernehmen, dass Kleopatra auch regelmäßig den Pachtzins für ihre nabatäischen Besitztümer erhielt. Die Althistoriker Manfred Clauss und Christoph Schäfer meinen indessen, dass Malichus und Herodes trotz der ihnen auferlegten Pachtzahlungen nach wie vor Gewinn aus den betroffenen Gebieten erwirtschaften konnten.
Als Antonius 32 v. Chr. zum Entscheidungskampf gegen Octavian aufbrach, schickte ihm auch Malichus Hilfstruppen. Allerdings war der Nabatäerkönig immer säumiger bei der Bezahlung der Kleopatra zustehenden Beträge geworden, weshalb Herodes geplant hatte, ihn mit Waffengewalt dazu zu zwingen. Aufgrund des nun bevorstehenden römischen Bürgerkriegs beschloss Herodes indessen, Antonius mit einem Heer zu Hilfe zu eilen. Laut der Darstellung des Josephus schickte Antonius den jüdischen König auf Anstiften Kleopatras zur Bekämpfung des Malichus wegen dessen Unzuverlässigkeit beim Bezahlen der Pachtgelder zurück; in Wirklichkeit habe aber Kleopatra gehofft, dass eine zwischen Herodes und Malichus ausgetragene militärische Konfrontation beide Gegner sehr schwächen und ihr daher zum Vorteil gereichen würde.
Christoph Schäfer glaubt diese Version nicht; da Malichus Antonius’ Aufruf zur Heeresfolge nachgekommen war, erscheine es unsinnig, dass der römische Triumvir ihn durch Herodes habe bekriegen lassen wollen. Vielmehr habe Malichus über eine heterogene Gruppe arabischer Stämme geherrscht, von denen einige seinen romtreuen Kurs nicht hätten mittragen wollen, sondern nahe Diospolis/Dion in der damals dem Ptolemäerreich unterstellten Dekapolis auf eigene Faust militärisch aktiv geworden wären. Malichus sei wohl in die anschließenden Kämpfe gar nicht verwickelt gewesen, Josephus berichtet weiter, dass Herodes die Nabatäer bei Diospolis besiegte und ihm das gleiche auch in einer zweiten Schlacht bei Kanatha gelungen wäre, wenn nicht Kleopatras Stratege Athenion zugunsten der Nabatäer eingegriffen hätte. Hier bezweifelt Schäfer stark das angebliche Eingreifen Athenions, während sich Michael Grant generell weniger skeptisch gegenüber Josephus’ Darstellung zeigt. Jedenfalls musste sich Herodes nach seiner Niederlage bei Kanatha auf einen Kleinkrieg beschränken und konnte erst Mitte 31 v. Chr. in schweren Kämpfen nahe Philadelpheia (dem heutigen Amman) den entscheidenden Sieg über die Nabatäer erringen.
Nicht lange nach Antonius’ und Kleopatras Niederlage in der Schlacht bei Actium gegen Octavian (2. September 31 v. Chr.) und ihrer Rückkehr nach Ägypten verbrannten nahe Petra wohnende Araber, Untertanen des Malichus, auf Anstiften des römischen Statthalters von Syrien, Quintus Didius, die nach dem Golf von Suez verbrachten Schiffe Kleopatras, mit denen die ägyptische Königin notfalls über das Rote Meer hätte fliehen wollen. Die militärische Lage hatte sich im römischen Osten inzwischen deutlich zugunsten Octavians, dem nachmaligen Kaiser Augustus, verschoben; und Malichus konnte sich durch diese Aktion beim neuen römischen Machthaber beliebt machen und außerdem für die erzwungenen Tribute, die er Kleopatra hatte leisten müssen, rächen. Etwa Anfang 30 v. Chr. soll Malichus versprochen haben, dem alten Hyrkanos II. bei dessen angeblich geplanten Aufstand gegen Herodes zu unterstützen, welche Anklage der jüdische König benutzte, um Hyrkanos hinrichten zu lassen. Dies ist die letzte namentliche Erwähnung des Malichus in den antiken Quellen. Bis etwa zum Jahr 30 v. Chr. reichen auch die inschriftlichen und numismatischen Zeugnisse für seine Regierungszeit als nabatäischer König. Sein Nachfolger war Obodas III.